# Isopterygium andamanicum
Isopterygium andamanicum är en bladmossart som beskrevs av Hirendra Chandra Gangulee 1980. Isopterygium andamanicum ingår i släktet Isopterygium och familjen Hypnaceae. Inga underarter finns listade i Catalogue of Life.